# Ескадрені міноносці типу «Вепон»
Ескадрені міноносці типу «Вепон» (англ. Weapon-class destroyer) — клас військових кораблів з 20 ескадрених міноносців, що розроблялися та випускалися британськими суднобудівельними компаніями на завершальному етапі Другої світової війни.
Ескадрені міноносці цього типу, що перебували у складі Королівського військово-морського флоту Великої Британії, розроблялися на основі одного проєкту з есмінцями типу «Бетл», які водночас перевершували їх за розміром. Есмінці типу «Вепон» стали першими у своєму класі, що розроблялися за новим концептуальним проєктом, який прийшов на заміну старим розробкам будівництва есмінців за Надзвичайною програмою будівництва кораблів Британії за часів світової війни.
Основним призначенням есмінців цього типу було забезпечення протиповітряної оборони кораблів під час конвоювання транспортних суден. До проєкту увійшло 20 кораблів, з яких тільки 13 було закладено, 7 спущено на воду, проте через завершення війни, лише 4 введено до складу Королівських ВМС.

## Ескадрені міноносці типу «Вепон»

### Королівський військово-морський флот Великої Британії
| Корабель   | Номер вимпелу    | Виготовлювач                | Закладено       | Спущено         | У строю         | Статус                                             |
| ---------- | ---------------- | --------------------------- | --------------- | --------------- | --------------- | -------------------------------------------------- |
| «Бетлакс»  | G18, згодом D118 | Yarrow, Глазго              | 22 квітня 1944  | 12 червня 1945  | 23 жовтня 1947  | проданий на брухт 1964                             |
| «Бродсорд» | G31, згодом D31  | Yarrow, Глазго              | 20 липня 1944   | 5 лютого 1946   | 4 жовтня 1948   | проданий на брухт 1968                             |
| Cutlass    | G74              | Yarrow, Глазго              | 28 вересня 1944 | 20 березня 1946 | незавершений    | скасоване 23 грудня 1945, розібраний на брухт 1946 |
| Dagger     | G23              | Yarrow, Глазго              | 7 березня 1945  | не спускався    | не завершено    | скасоване 23 грудня 1945, розібраний на брухт      |
| «Кросбоу»  | G96, згодом D96  | Thornycroft, Саутгемптон    | 26 серпня 1944  | 20 грудня 1945  | 4 березня 1948  | проданий на брухт 14 грудня 1971                   |
| Culverin   | G28              | Thornycroft, Саутгемптон    | 27 квітня 1944  | березень 1946   | незавершений    | розібраний на брухт 1946                           |
| Howitzer   | G44              | Thornycroft, Саутгемптон    | 26 лютого 1945  | не спускався    | не завершено    | скасоване 15 жовтня 1945, розібраний на брухт      |
| Longbow    | G55              | Thornycroft, Саутгемптон    | 11 квітня 1945  | не спускався    | не завершено    | скасоване 15 жовтня 1945, розібраний на брухт      |
| «Скорпіон» | G64, згодом D64  | J. Samuel White, Коуз       | 16 грудня 1944  | 15 серпня 1946  | 17 вересня 1947 | проданий на брухт 4 червня 1971                    |
| Sword      | G85              | J. Samuel White, Коуз       | 17 вересня 1945 | не спускався    | не завершено    | скасоване 15 жовтня 1945, розібраний на брухт      |
| Musket     | G85              | J. Samuel White, Коуз       | не закладався   | не спускався    | не завершено    | скасоване 15 жовтня 1945                           |
| Lance      | немає            | J. Samuel White, Коуз       | не закладався   | не спускався    | не завершено    | скасоване 15 жовтня 1945                           |
| Carronade  | G82              | Scotts Shipbuilding, Грінок | 26 квітня 1944  | 4 квітня 1946   | не завершено    | скасоване 23 грудня 1945, розібраний на брухт 1946 |
| Claymore   | G34              | Scotts Shipbuilding, Грінок | 26 квітня 1944  | 4 квітня 1946   | не завершено    | скасоване 15 жовтня 1945                           |
| Dirk       | G02              | Scotts Shipbuilding, Грінок | не закладався   | не спускався    | не завершено    | скасоване 15 жовтня 1945                           |
| Grenade    | G53              | Scotts Shipbuilding, Грінок | не закладався   | не спускався    | не завершено    | скасоване 22 листопада 1944                        |
| Halberd    | G99              | Scotts Shipbuilding, Грінок | не закладався   | не спускався    | не завершено    | скасоване 22 листопада 1944]                       |
| Poniard    | G06              | Scotts Shipbuilding, Грінок | не закладався   | не спускався    | не завершено    | скасоване 22 листопада 1944]                       |
| Rifle      | G21              | William Denny, Дамбартон    | 30 червня 1944  | не спускався    | не завершено    | скасоване 27 грудня 1945, розібраний на брухт      |
| Spear      | G30              | William Denny, Дамбартон    | 29 вересня 1944 | не спускався    | не завершено    | скасоване 27 грудня 1945, розібраний на брухт      |